# 462
Évszázadok: 4. század – 5. század – 6. század
Évtizedek: 410-es évek – 420-as évek – 430-as évek – 440-es évek – 450-es évek – 460-as évek – 470-es évek – 480-as évek – 490-es évek – 500-as évek – 510-es évek
Évek: 457 – 458 – 459 – 460 –  461 – 462 – 463 – 464 – 465 – 466 – 467

## Események

### Nyugat- és Keletrómai Birodalom
- I. Leo (keleten) és Libius Severus (nyugaton) császárokat választják consulnak.
- Geiseric vandál király nagy váltságdíj fejében Konstantinápolyba engedi távozni Licinia Eudoxiát (III. Valentinianus császár özvegyét, akit még Róma 455-ös kifosztásakor került fogságba) és lányát Placidiát. Másik lánya, Eudocia Huneric vandál trónörökös feleségeként Karthágóban marad.
- Libius Severus nyugatrómai császár és Ricimer átadja a vizigótoknak Narbo (ma Narbonne) városát és Gallia Narbonensis provinciát, cserébe támogatásukért az észak-galliai lázadó Aegidius ellen.
- Marcellinus, Szicília katonai kormányzója (magister militum), aki nem ismeri el Libius Severus császárt, Dalmáciába vonul át és Leo keletrómai császár támogatásával fellázad.
- Konstantinápolyban megalapítják a Sztudiosz-kolostort, melynek szabályzata példaként szolgál a későbbi ortodox kolostorok számára.

## Születések
- Anicia Iuliana, Olybrius császár lánya

## Fordítás
- Ez a szócikk részben vagy egészben  a(z)   462 című francia Wikipédia-szócikk ezen változatának fordításán alapul.  Az eredeti cikk szerkesztőit annak laptörténete sorolja fel. Ez a jelzés csupán a megfogalmazás eredetét és a szerzői jogokat jelzi, nem szolgál a cikkben szereplő információk forrásmegjelöléseként.